# Šápúr III.
Šápúr III. (?–388) byl perský velkokrál z rodu Sásánovců vládnoucí v letech 383–388. Jeho otcem byl král Šápúr II. (vládl 309–379), synem a nástupcem král Bahrám IV.
Šápúr III. nastoupil na trůn za neklidné vnitropolitické situace v říši a pravděpodobně to byl hlavní důvod, proč usiloval o dorozumění s císařem Theodosiem v otázce Arménie, de facto rozdělené na římskou a perskou sféru vlivu. Obě strany si vyměnily řadu vyslanců a patrně roku 387 byla uzavřena dohoda, potvrzující Peršanům držbu čtyř pětin arménského území (nelze však úplně vyloučit, že se tak stalo až za Šápúrova nástupce Bahráma IV.). Šápúr byl nábožensky tolerantní panovník, který zastavil letitou perzekuci křesťanů, ačkoli navenek asi zdůrazňoval spíše ekonomické důvody, jež ho k tomu vedly (z řad křesťanů se rekrutovali mnozí odborníci a řemeslníci).
Šápúrovu vládu ukončili roku 388 perští velmoži, kteří proti němu zorganizovali spiknutí (údajně přeřezali lana jeho stanu, ten na něj spadl a zabil ho). Část kronikářů popisuje tohoto krále jako spravedlivého a milosrdného vládce, prameny k jeho době jsou však obecně nedostatečné.